# Anisozyga chionoplaca
Anisozyga chionoplaca là một loài bướm đêm trong họ Geometridae.